# Typhlodromus limitatus
Typhlodromus limitatus är en spindeldjursart som först beskrevs av Chaudhri, Akbar och Rasool 1979.  Typhlodromus limitatus ingår i släktet Typhlodromus och familjen Phytoseiidae. Inga underarter finns listade i Catalogue of Life.